# Oldřich Kostka
Oldřich Kostka (21. prosince 1924 Praha – 3. srpna 1960 polární stanice Mirnyj, Antarktida) byl český aerometeorolog, pilot a polárník, doktor přírodních věd, historicky pátý Čech, který stanul na území Antarktidy.

## Životopis
Narodil se v Praze-Holešovicích, v dělnické rodině. Po studiu na reálce prožil konec války jako pomocný dělník v továrně. Se ženou Karlou měl syna "Ducka".

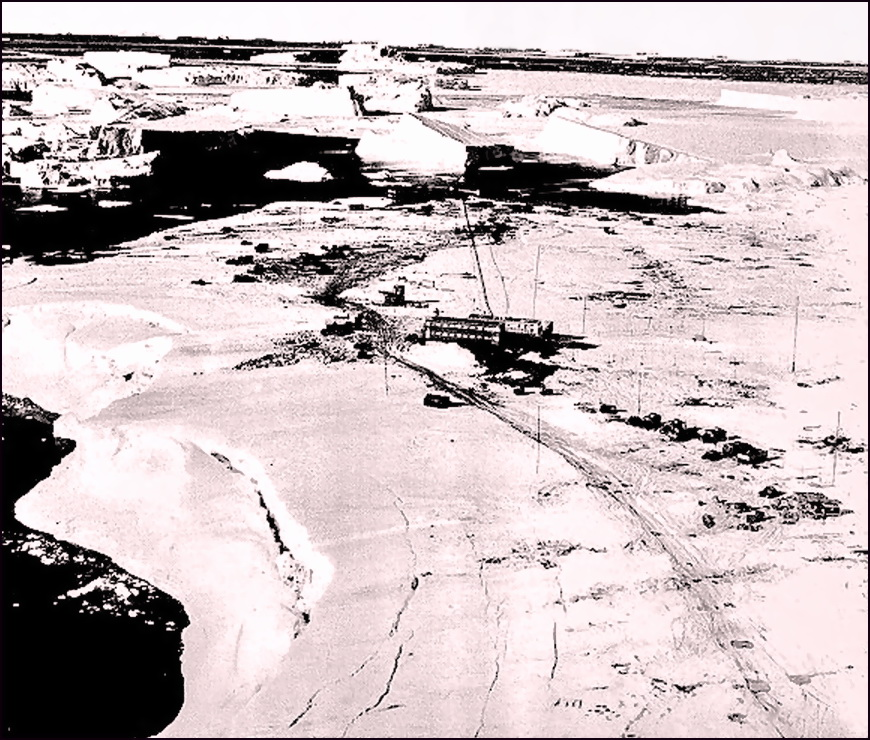
Polární stanice Mirnyj v roce 1982 (foto z tisku)

Po skončení druhé světové války získal na Přírodovědecké fakultě Karlovy univerzity titul RNDr. a stal se zde asistentem. Později, už jako meteorolog-aerolog získal oprávnění pilota bezmotorových i motorových letadel.
Pracoval a odborně publikoval v oboru meteorologie, stal se členem Českého hydrometeorologického ústavu, jako pilot aerologické služby se zabýval výzkumem vyšších vrstev atmosféry.
Byl členem Československé astronomické společnosti, ve Světové meteorologické organizaci zastupoval čsl. službu v aerologické komisi.

### Antarktida

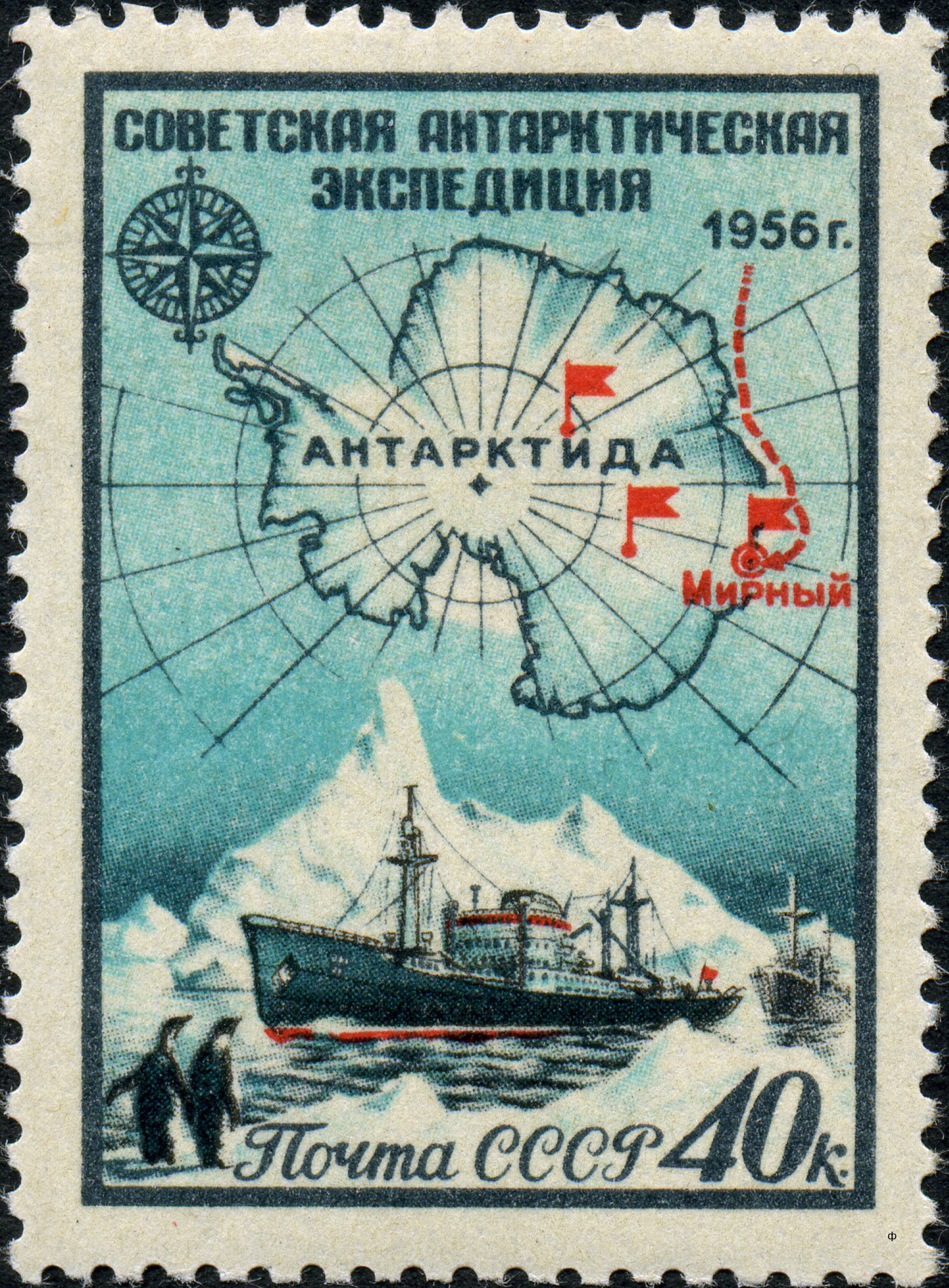
Poštovní známka vydaná k založení stanice Mirnyj, 1956

Roku 1959 se Kostka se zúčastnil 5. sovětské expedice do Antarktidy, spolu s Oldřichem Prausem. Výprava vedená J. S. Korotkijevičem měla čtyři hlavní úkoly:
1. Vystřídat účastníky čtvrté kontinentální expedice a pokračovat ve výzkumech na stanicích Mirnyj, Vostok a Lazarev.
2. Zřídit několik malých přesunutých stanic pro dočasné výzkumy.
3. Prozkoumat část pobřeží Enderbyovy země a najít vhodné místo pro novou stálou stanici.
4. Oceánografické výzkumy během plavby ledoborce Ob.

Kostka zkoumal vyšší vrstvy atmosféry pomocí radiosond a spolupracoval se sovětskými meteorology při sestavování synoptických map a předpovědí počasí aj. Byl zároveň pilotem expedice, která obstarávala spojení mezi stanicí Mirnyj a s 1410 km vzdálenou stanicí Vostok. Expedice dosáhla Mirnyje v lednu 1960 a Oldřich Kostka se stal pátým Čechem (po Václavu Vojtěchovi, Antonínu Mrkosovi, Stanislavu Bártlovi a Oldřichu Prausovi) na území Antarktidy.

### Úmrtí

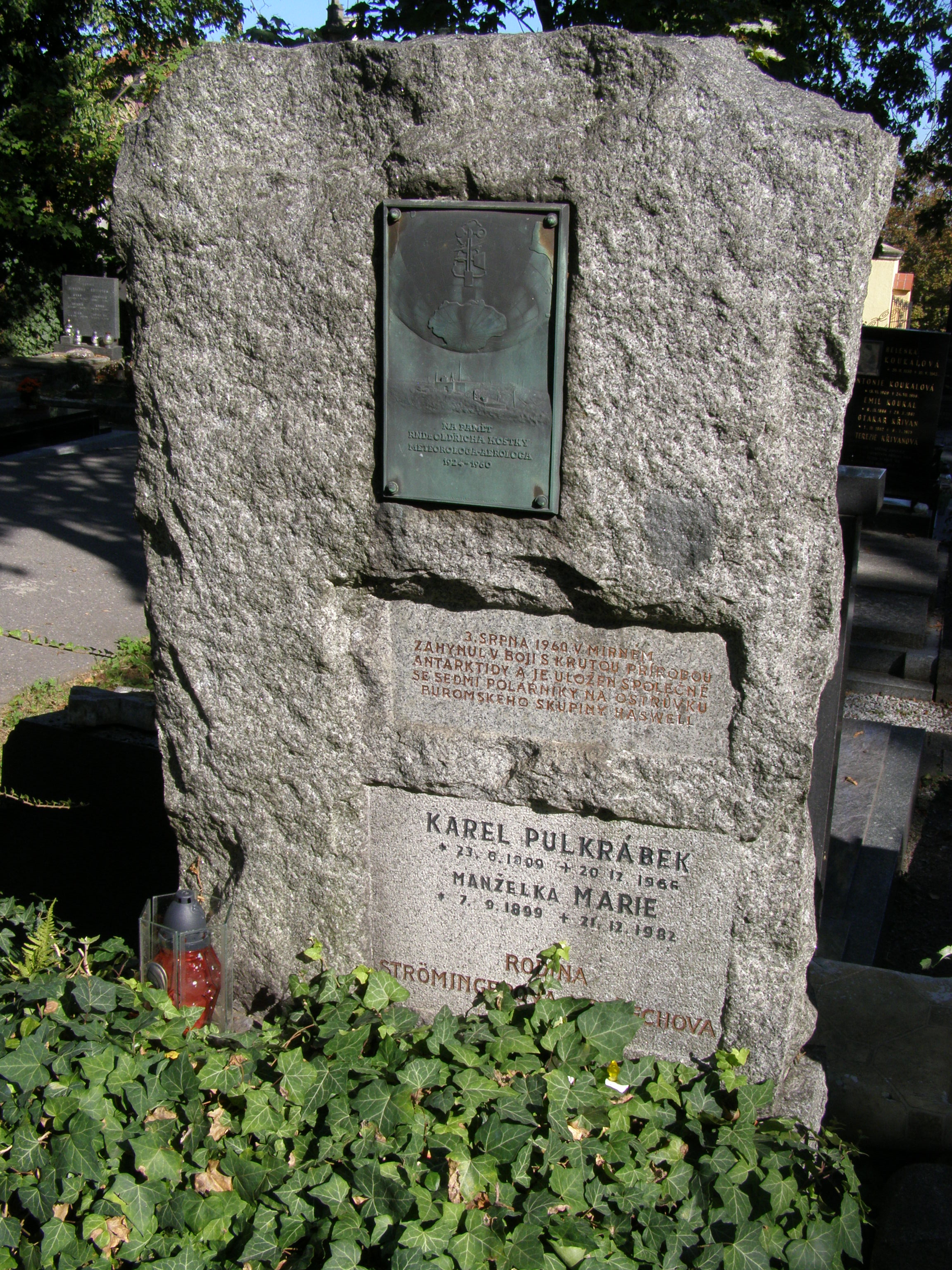
Hrob na hřbitově na Malvazinkách

V noci na 3. srpna vypukl na polární stanici Mirnyj požár v domě aerometeorologického oddílu, následkem kterého zemřelo osm členů posádky stanice: A. M. Bělolikov, A. L. Děrgač, Oldřich Kostka, O. G. Kričak, I. A. Popov, Christian Popp, V. I. Samuškov, A. Z. Smirnov.
Vážený soudruhu akademiku, předpokládám, že vám jsou známy tragické důsledky požáru, který spolu s uragánem, jehož poryvy dosahovaly až 120 km/hod, připravil o život osm pracovníků meteorologického oddílu. Mezi zesnulými jsou k našemu nesmírnému žalu i náš Oldřich Kostka, Kristián Popp z NDR, ...
Oldřich Praus, telegram Akademikovi Josefu Novákovi (ČSAV), Naši v Antarktidě
Kostkovy ostatky byly dopraveny do Československa a pohřbeny na smíchovském hřbitově Malvazinky v Praze.
Prezident republiky Antonín Novotný udělil na návrh vlády dr. Oldřichu Kostkovi Řád práce in memoriam. Hora objevená sovětskou antarktickou výpravou na 70°40'08'' j. š. a 164°46'44'' v. d. byla zanesena do mapy jménem Hora Oldřicha Kostky (1570 m n. m.)

## Dílo
- Aerologicko-synoptický rozbor povětrnostní situace tzv. nefrontálních srážek – Praha: s. n., 1949
- Meteorologie – učebnice
- Plachtařská meteorologie: učebnice – Ladislav Háza, Oldřich Kostka a kol. Praha: Naše vojsko, 1956
- Meteorologie pro sportovní letce – zpracovali Ladislav Háza, Oldřich Kostka a kol.; předmluva a doslov Karel Zelený. Praha: Naše vojsko, 1960
- Naši v Antarktidě: vyprávění a snímky československých účastníků třetí, čtvrté a páté sovětské výpravy do Antarktidy – Antonín Mrkos, Stanislav Bártl, Oldřich Kostka [Antarktický deník], Oldřich Praus mapy Pavel Semrád; uspořádal Josef Vávra; předmluva Josef Novák, Praha: Práce, 1963